# Klein oorzwammetje
Het klein oorzwammetje (Crepidotus epibryus), is een schimmel uit de familie Crepidotaceae. Vruchtlichamen zijn eenjarig en komen voor in de late zomer tot de herfst. Het leeft saprotroof Op dode bladeren en rottend hout, vooral op stengels van dood gras en adelaarsvaren in loofbossen, struwelen, parken en mosrijke, schrale graslanden. Het veroorzaakt witrot.

## Kenmerken

### Uiterlijke kenmerken
Hoed
De hoed (pileus) heeft over het algemeen een diameter van ongeveer 0,4 tot 1,5 cm. De vorm is waaiervormig of niervormig. De hoed heeft een duidelijk, golvend rand (de lamellen reiken niet tot aan de rand). De kleur is wit of bleek bleekgeel gekleurd met een fijn viltig oppervlak aan de bovenzijde. Het groeit op de grond met zijn zij- of bovenoppervlak. 
Lamellen
De lamellen staan dicht bij elkaar en worden ze geclassificeerd en staan vrij zonder steel. De kleur van de lamellen hangt af van de rijpheid, variërend van wit als ze jong zijn tot rozebruin als de sporen rijpen.
Steel
De steel ontbreekt meestal.
Sporenprint
De sporenprint is lichtgeel. 

### Microscopische kenmerken
De basidiosporen zijn ellipsoïde, glad en meten 7-9 × 3-3,5 µm.

## Vergelijkbare soorten
Het wit oorzwammetje (Crepidotus variabilis) is vergelijkbaar, maar is doorgaans groter en heeft een gladder hoedoppervlak en heeft geen ingerolde hoedrand.

## Verspreiding
het klein oorzwammetje komt voor in Noord-, Zuid-Amerika en Europa. In Nederland komt het algemeen voor. Het staat niet op de rode lijst en is niet bedreigd.

## Naamgeving
Crepidotus betekent in de vorm van een muiltje (krepis = muiltje).
De wetenschappelijke naam werd in 1821 gepubliceerd door Elias Magnus Fries als Agaricus epibryus. De huidige naam, erkend door de Index Fungorum, werd eraan gegeven door Lucien Quélet in 1888.
Synoniemen zijn Crepidotus herbarum, Pleurotellus herbarum, Pleurotellus hypnophilus, Pleurotellus chioneus, Crepidotus pubescens en Pleurotellus graminicola.

## Foto's

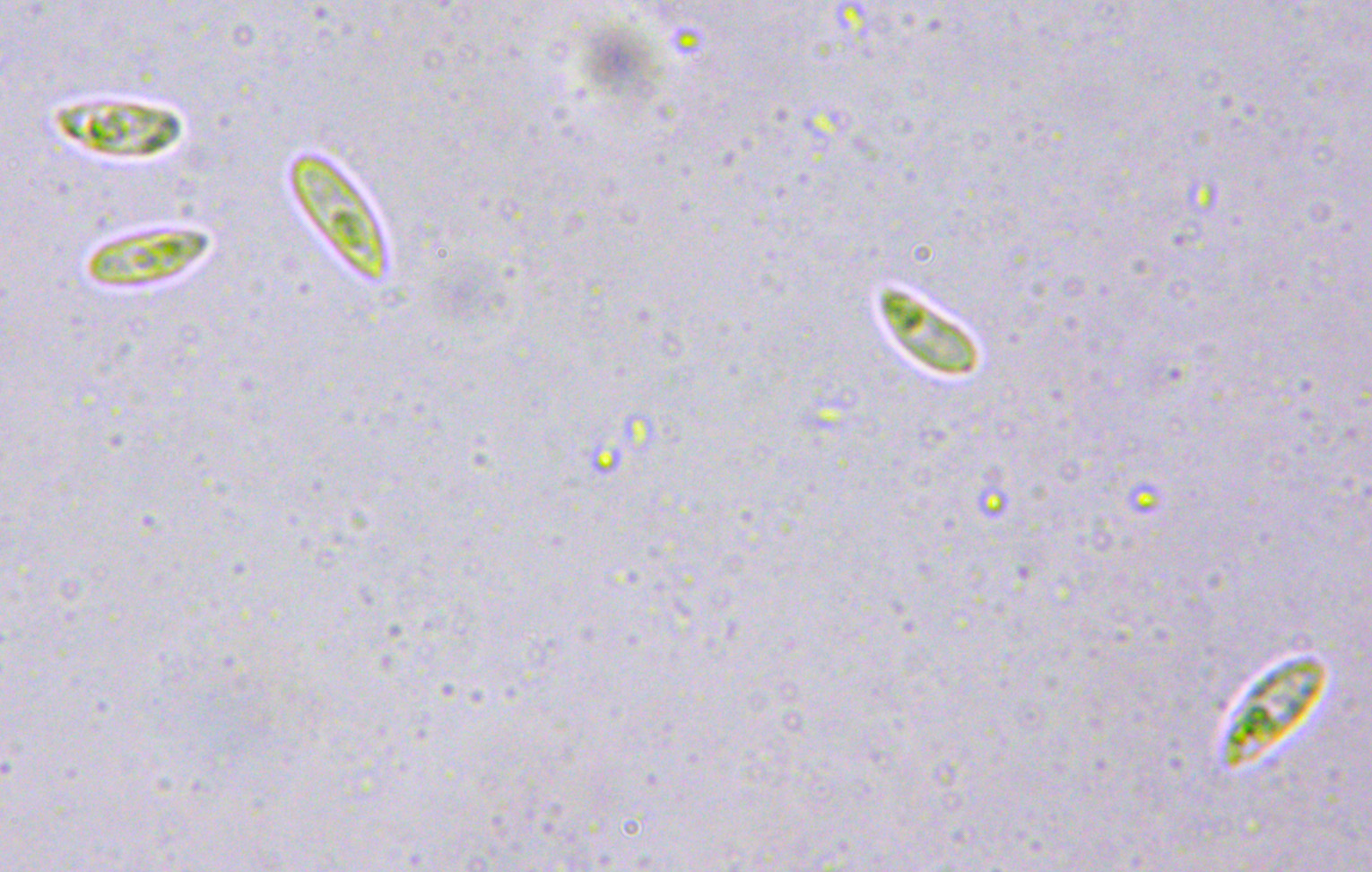
Sporen
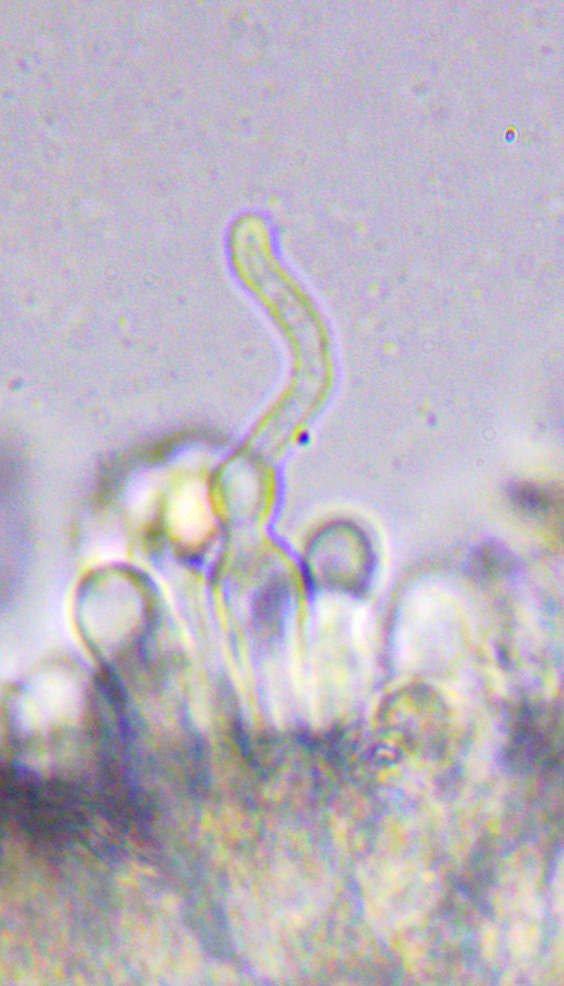
Cheilocystidia